# Conrad Vernon
Conrad Vernon est un réalisateur, scénariste, animateur et acteur américain, né à Lubbock (Texas) le 11 juillet 1968. Il travaille actuellement pour DreamWorks Animation.

## Filmographie

### Réalisateur
- 2004 : Shrek 2 avec Andrew Adamson et Kelly Asbury
- 2009 : Monstres contre Aliens avec Rob Letterman
- 2012 : Madagascar 3 avec Eric Darnell et Tom McGrath
- 2016 : Saucisse Party avec Greg Tiernan
- 2019 : La Famille Addams (The Addams Family) avec Greg Tiernan
- 2021 : La Famille Addams 2 : Une virée d'enfer (The Addams Family 2) avec Greg Tiernan

### Acteur
- 1999 : Herd : Pesion
- 2001 : Shrek : Tibiscuit
- 2003 : Shrek 4-D : Tibiscuit
- 2003 : Sinbad : La Légende des sept mers : Jed
- 2004 : Shrek 2 : Tibiscuit, Mongo (Cake Kong en VF), Papatisier, Cédric et l'annonceur
- 2005 : Madagascar : Mason, le Capitaine et le chauffeur de bus
- 2006 : Souris City : Take Out
- 2007 : Shrek le troisième : Tibiscuit, Rumplestiltskin et le cavalier sans tête
- 2007 : Bee Movie : Drôle d'abeille : Freddy
- 2007 : Joyeux Noël Shrek ! : Tibiscuit
- 2008 : Madagascar 2 : Mason
- 2008-2012 : Les Pingouins de Madagascar : Mason et autres personnages (34 épisodes)
- 2009 : Monstres contre Aliens : Hawk, Dither et le ministre
- 2009 : Monstres contre Aliens : Les citrouilles mutantes venues de l'espace : l'homme au téléphone et la femme
- 2009 : Madagascar Kartz : Mason
- 2010 : Shrek 4 : Tibiscuit
- 2010 : Shrek Forever After: The Game : Tibiscuit
- 2010 : Shrek, fais-moi peur ! : Tibiscuit et l'homme muffin
- 2010 : Kung Fu Panda : Bonnes fêtes : Boar
- 2010 : Donkey's Christmas Shrektacular : Tibiscuit
- 2011 : Kung Fu Panda 2 : Boar
- 2011 : Thriller Night : Tibiscuit
- 2011 : Le Chat potté : Raoul et un soldat
- 2012 : Madagascar 3 : Mason et le deuxième policier
- 2012 : Shrek's Thrilling Tales : Tibiscuit
- 2013 : Madagascar à la folie : Mason
- 2014 : Les Pingouins de Madagascar : Rico
- 2016 : Saucisse Party : un rouleau de papier toilette
- 2017 : Baby Boss : Eugène / Eugènie

### Animateur
- 1992 : Cool World
- 1994 : Alapalooza: The Videos
- 1996-2003 : Le Laboratoire de Dexter (16 épisodes)
- 1998 : Fourmiz
- 2001 : Shrek
- 2001 : La Toupie Humaine (série télévisée d'animation de Genndy Tartakovsky : écrivain de l'épisode XII "La Toupie Humaine est un danger public")[réf. souhaitée]
- 2003 : Sinbad : La Légende des sept mers

### Producteur
- 2012-2014 : The High Fructose Adventures of Annoying Orange (56 épisodes)
- 2016 : Saucisse Party

### Scénariste
- 1993 : Rocko's Modern Life (2 épisodes)
- 2001 : Shrek (dialogue additionnel)
- 2004 : Shrek 2 (dialogue additionnel)
- 2009 : Monstres contre Aliens
- 2009 : Monstres contre Aliens : Les citrouilles mutantes venues de l'espace

### Storyboardeur
- 1993 : Rocko's Modern Life (2 épisodes)
- 1993-1994 : 2 Stupid Dogs (2 épisodes)
- 1996 : Le Laboratoire de Dexter (1 épisode)
- 1997 : Happily Ever After: Fairy Tales for Every Child (1 épisode)
- 2000 : La Route d'Eldorado
- 2001 : Morto the Magician
- 2004 : Gang de requins